# Burn (Album)
Burn ist das achte Studioalbum der englischen Hard-Rock-Band Deep Purple. Es wurde 1974 veröffentlicht und war das erste Album mit der neuen Mk-III-Besetzung, die auch erstmals Sänger David Coverdale präsentierte.

## Hintergrund
Schon vor dem Einspielen des Albums Burn hatte ein Besetzungswechsel stattgefunden: Sänger Ian Gillan und Bassist Roger Glover wurden durch David Coverdale und Glenn Hughes ersetzt. Durch die neuen Mitglieder kamen zu den bisherigen Einflüssen aus Blues und klassischer Musik zusätzlich – noch dezenter als bei den beiden nachfolgenden Alben – Soul und Funk als stilprägende Elemente. Noch auffälliger ist dies auf dem nachfolgenden Album Stormbringer. Zudem verzichtete Jon Lord nun auf den Gebrauch eines Marshall-Gitarrenverstärkers. Stattdessen setzte er wieder Leslies ein, um seine Hammond-Orgel zu verstärken. Außerdem benutzte er auf diesem Album zum ersten Mal auch Synthesizer.
Um den Verkauf des musikalisch neu inspirierten Albums voranzutreiben, berief sich die Plattenfirma Burn mit der Aussage, es sei das Top Album Artists of the Year in the U.S.A., auf das Musikmagazin Billboard. Die Position 1 der Albumcharts erreichte Burn in Österreich, Deutschland und Norwegen. Bei den Stücken waren insbesondere der Titelsong Burn und das Lied Mistreated sehr erfolgreich. Beide Stücke wurden das letzte Mal 1991 von Deep Purple live aufgeführt.

## Titelliste
1. Burn (Ritchie Blackmore, Jon Lord, Ian Paice, David Coverdale) – 6:05
2. Might Just Take Your Life (Ritchie Blackmore, Jon Lord, Ian Paice, David Coverdale) – 4:36
3. Lay Down, Stay Down (Ritchie Blackmore, Jon Lord, Ian Paice, David Coverdale) – 4:15
4. Sail Away (Ritchie Blackmore, David Coverdale) – 5:48
5. You Fool No One (Ritchie Blackmore, Jon Lord, Ian Paice, David Coverdale) – 4:47
6. What’s Goin' on Here (Ritchie Blackmore, Jon Lord, Ian Paice, David Coverdale) – 4:55
7. Mistreated (Ritchie Blackmore, David Coverdale) – 7:25
8. A' 200 (Ritchie Blackmore, Jon Lord, Ian Paice) – 3:51

### Bonustracks (30th Anniversary Edition)
1. Coronarias Redig (Ritchie Blackmore, Jon Lord, Ian Paice) – 5:30 (Remix)
2. Burn (Ritchie Blackmore, Jon Lord, Ian Paice, David Coverdale) – 6:00 (Remix)
3. Mistreated (Ritchie Blackmore, David Coverdale) – 7:28 (Remix)
4. You Fool No One (Ritchie Blackmore, Jon Lord, Ian Paice, David Coverdale) – 4:57 (Remix)
5. Sail Away (Ritchie Blackmore, David Coverdale) – 5:37 (Remix)

## The Purple Album
2015 gab David Coverdales Band Whitesnake das The Purple Album heraus, das 15 Lieder aus Coverdales Deep Purple Ära beinhaltet. Von Burn wurden die Stücke Burn, Might Just Take Your Life, Lay Down, Stay Down, Sail Away und Mistreated gecovert.

## Kommerzieller Erfolg

### Chartplatzierungen
| ChartsChartplatzierungen       | Höchstplatzierung | Wochen/ Monate |
| ------------------------------ | ----------------- | -------------- |
| Deutschland (GfK)              | 1 (14 Mt.)        | 14 Mt.         |
| Österreich (Ö3)                | 1 (9 Mt.)         | 9 Mt.          |
| Vereinigte Staaten (Billboard) | 9 (30 Wo.)        | 30 Wo.         |
| Vereinigtes Königreich (OCC)   | 3 (21 Wo.)        | 21 Wo.         |

| ChartsJahrescharts (1974) | Platzierung |
| ------------------------- | ----------- |
| Deutschland (GfK)         | 5           |
| Österreich (Ö3)           | 2           |

### Auszeichnungen für Musikverkäufe
Nur etwas über einen Monat nach der Veröffentlichung erhielt die Band die Goldene Schallplatte für 500.000 in den USA verkaufte Alben.
| Land/Region                  | Auszeichnungen für Musikverkäufe (Land/Region, Auszeichnung, Verkäufe) | Verkäufe  |
| ---------------------------- | ---------------------------------------------------------------------- | --------- |
| Deutschland (BVMI)           | Gold                                                                   | 250.000   |
| Frankreich (SNEP)            | Gold                                                                   | 100.000   |
| Schweden (IFPI)              | Gold                                                                   | 50.000    |
| Vereinigte Staaten (RIAA)    | Gold                                                                   | 500.000   |
| Vereinigtes Königreich (BPI) | Gold                                                                   | 100.000   |
| Insgesamt                    | 5× Gold ·                                                              | 1.000.000 |